# Occidentodema polhemusi
Occidentodema polhemusi är en insektsart som beskrevs av Henry 2000. Occidentodema polhemusi ingår i släktet Occidentodema och familjen ängsskinnbaggar. Inga underarter finns listade i Catalogue of Life.